# Bói cá thiên thanh
Bói cá thiên thanh (danh pháp hai phần: Ceyx azureus) là loài chim thuộc chi Ceyx (trước đây xếp trong chi Alcedo), Họ Bồng chanh. Loài này phân bố ở bắc và đông Úc và Tasmania cũng như vùng đất thấp New Guinea và các đảo lân cận và đến Bắc Maluku và Romang.
Chiều dài thân trung bình của loài chim này là 17–19 cm. 
Loài này có màu sắc sặc sở, với màu từ xanh da trời đậm đến xanh thiên thanh.

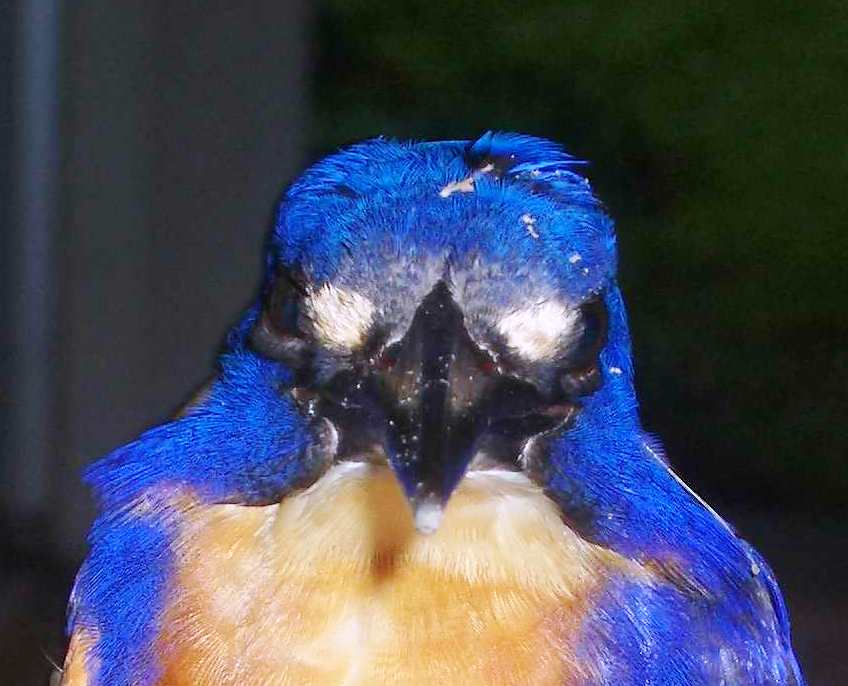